# Afrachilus mirabilis
Afrachilus mirabilis är en insektsart som beskrevs av Ronald Gordon Fennah 1965. Afrachilus mirabilis ingår i släktet Afrachilus och familjen vedstritar. Inga underarter finns listade i Catalogue of Life.